# 이튼 메스
이튼 메스(Eton mess)는 딸기 또는 다른 베리류, 머랭, 휘핑크림을 섞어 만든 영국의 전통 디저트이다. 1893년에 처음 인쇄물에 언급되었으며, 이튼 칼리지에서 유래하여 해로우 스쿨 학생들과의 연례 크리켓 경기에 제공되는 것으로 흔히 알려져 있다. 이튼 메스는 해로우 스쿨에서도 가끔 제공되며, 이때는 해로우 메스라고 불린다.

## 역사
이튼 메스는 1930년대 학교의 "양말 가게"(매점)에서 제공되었으며, 원래 딸기나 바나나를 아이스크림 또는 크림과 섞어 만들었다. 머랭은 나중에 추가되었다. 이튼 메스는 다른 여러 종류의 여름 과일로도 만들 수 있지만, 딸기가 더 전통적인 것으로 간주된다.
"메스"(mess)라는 단어는 요리의 모양을 의미하거나, "음식의 양", 특히 "부드러운 음식이 준비된 요리" 또는 "함께 요리되거나 먹는 재료들의 혼합물"이라는 의미로 사용될 수 있다.

## 같이 보기
- 크래나찬
- 프루트 풀
- 파블로바